# Lemnos
Lemnos (tiếng Hy Lạp: Λήμνος, Limnos) là một hòn đảo của Hy Lạp nằm ở phần phía bắc của biển Aegea. Về mặt hành chính, hòn đảo tạo nên một khu tự quản riêng biệt thuộc đơn vị thuộc vùng Lemnos, thuộc vùng Bắc Aegea. Đô thị chính tại đảo và cũng là thủ phủ là Myrina. Với diện tích 477 km², đây là hòn đảo lớn thứ 8 tại Hy Lạp.
Hầu hết các nơi trên đảo Lemnos có địa hình bằng phẳng với trên 30 bãi biển, tuy nhiên ở phía tây, đặc biệt là tây bắc, địa hình gồ ghề và đồi núi với đỉnh cao nhất là núi Vigla (470 m). Đô thị chính Myrina nằm ở ven biển phía tây và Moudros nằm ở bờ phía đông tại một vịnh ở trung tâm đảo. Myrina (cũng gọi là Kastro, nghĩa là "lâu đài") sở hữu một bến cảng tốt, đang trong quá trình nâng cấp với việc xây một bức tường ngắn sóng đối diện ở phía tây. Bến cảng này là nơi thực hiện tất cả các hoạt động thương mại với đại lục. Trên các sườn đồi có các đồng cỏ để chăn nuôi cừu, và Lemnos có một truyền thống mạnh về chăn nuôi, nổi tiếng với Kalathaki Limnou (P.D.O.), một loại pho mát làm từ sữa cừu và dê và pho mát melipasto, cũng như sản phẩm sữa chua. Các loại rau quả được trồng trên đảo gồm hạnh nhân, dong chúc, dưa, dưa hấu, cà chua, bí ngô và ô liu. Các loại ngũ cốc chính được trồng là lúa mì, lúa mạch, vừng; thực tế Lemnos đã là một vựa lương thực của Constantinopolis trong thời kỳ Đông La Mã. Trên đảo Lemnos, người ta cũng sản xuất mật ong (từ ong ăn cỏ xạ hương), tuy nhiên, cũng như hầu hết sản phẩm tự nhiên tại các địa phương của Hy Lạp, chúng chỉ đủ cung ứng cho thị trường địa phương. Nho Muscat được trồng phổ biến, và được sử dụng để sản xuất các chai rượu cha đủ nguyên chất song lại có hương vị Muscat mạnh mẽ. Từ năm 1985 sự đa dạng và chất lượng của các loại rượn vang Lemnos đã tăng lên rất nhiều. Hòn đảo có một sân bay với một đường băng rất dài, có khả năng hỗ trợ các tàu sân bay Antonov.